# Agapetes saligna
Agapetes saligna är en ljungväxtart som först beskrevs av Joseph Dalton Hooker, och fick sitt nu gällande namn av George Bentham och Hook. f. Agapetes saligna ingår i släktet Agapetes och familjen ljungväxter. Inga underarter finns listade i Catalogue of Life.